# (11336) Piranesi
Pour les articles homonymes, voir Piranesi.
(11336) Piranesi est un astéroïde de la ceinture principale.

## Description
(11336) Piranesi est un astéroïde de la ceinture principale. Il fut découvert le 14 juillet 1996 à La Silla par Eric Walter Elst. Il présente une orbite caractérisée par un demi-grand axe de 2,54 UA, une excentricité de 0,09 et une inclinaison de 2,5° par rapport à l'écliptique.

## Compléments